# Ямное (Гордеевский район)
Ямное — деревня в Гордеевском районе Брянской области, в составе Уношевского сельского поселения. Расположена в 3 км к юго-востоку от села Уношево. Население — 248 человек (2014).

## История
Упоминается со второй половины XIX века (первоначальное название — Новоселье); до 1924 года входила в Уношевскую волость Суражского (с 1921 — Клинцовского) уезда. С 1924 года в Гордеевской волости, с 1929 в Гордеевском районе, а при его временном расформировании — в Клинцовском (1963—1966), Красногорском (1967—1985) районе.
В 1919—1954 и 1971—2005 годах — центр Ямновского сельсовета; в 1954—1971 в Уношевском сельсовете.
| Годы      | 1892 | 1897 | 1926 | 1979 | 1989 | 2002 | 2010 | 2014 |
| --------- | ---- | ---- | ---- | ---- | ---- | ---- | ---- | ---- |
| Население | 895  | 941  | 871  | 282  | 236  | 300  | 268  | 248  |

## Известные уроженцы
- Юркин, Николай Иванович (1918—1981) — Герой Советского Союза.
- Храмцов, Иван Фёдорович (род. 1950) — академик Российской академии наук.
- Ковалёв, Дмитрий Иванович (1925-1981) - Герой Советского Союза.